# Ziesar
Ziesar [tsiˈeːzaʁ] är en stad i Tyskland, belägen i Landkreis Potsdam-Mittelmark i förbundslandet Brandenburg, omkring 20 km sydväst om Brandenburg an der Havel. De tidigare kommunerna Bücknitz, Glienecke und Köpernitz uppgick i Ziesar den 1 mars 2002. Staden är huvudort i kommunalförbundet Amt Ziesar.  I väster gränsar staden till förbundslandet Sachsen-Anhalt.
Staden är mest känd för sin medeltida biskopsborg, Burg Ziesar, som var residens för furstbiskoparna av Brandenburg an der Havel under medeltiden fram till reformationen.  Borgen är idag ett museum för Brandenburgs medeltida kyrko- och kulturhistoria.

## Kända ortsbor
Bland kända ortsbor märks bland andra naturmålaren Friedrich Wilhelm Kuhnert (1865-1926), som under en tid var bosatt i Ziesar.
- Johannes Aepinus (omkr. 1499-1553), teolog och reformator.
- Karsten Schwanke (född 1969), TV-meteorolog.